# Дулоксетин
Дулоксетин (англ. Duloxetine), торговые наименования: «Симбалта», «Интрив», «Дулоксента» — антидепрессант из группы селективных ингибиторов обратного захвата серотонина и норадреналина (СИОЗСиН), также слабо подавляет захват дофамина. Препарат одобрен FDA для лечения большого депрессивного расстройства, фибромиалгии и хронических нейропатических болей. Обладает антидепрессивным, анксиолитическим, анальгезирующим свойствами, относительно сбалансированными стимулирующим и седативным эффектами.
Дулоксетин противопоказан при индивидуальной непереносимости, глаукоме. Не следует сочетать с ингибиторами МАО. Осторожность следует проявлять при применении лекарственных средств, имеющих сходный с дулоксетином механизм действия, при наличии в прошлом у пациента судорожных припадков, при нарушении функций печени, почек, сердечной недостаточности, артериальной гипертензии.
Применение дулоксетина может провоцировать суицидальное поведение или переход депрессии в маниакальное состояние. К побочным эффектам также относятся общая слабость, головокружение, головная боль, диспептические явления, сонливость, нарушения аккомодации зрения, бессонница, возбуждение, тошнота, сексуальная дисфункция.